# Puerto Pinasco
Puerto Pinasco es una localidad paraguaya del Departamento de Presidente Hayes, ubicada a 527 km de Asunción. Se llega a ella por un desvío de la Ruta PY09, y a través del río Paraguay, en barcos “macateros” que salen de Concepción y de la Playa Montevideo en Asunción.

## Historia
Se fundó en el año 1917, durante el gobierno de Manuel Franco. Se inició como una empresa de Santiago Pinasco, “Compañía Rosarina de Campos y Bosques”, fue elevada a la categoría de distrito el 31 de julio de 1962. La empresa aserradera se dedicaba a la elaboración de rollos y durmientes de quebracho. Luego ésta fue transferida a una empresa norteamericana “New York and Paraguay Company”, que se dedicaba a la explotación de tanino.
A su vez, en 1920 se transfieren los intereses a la empresa a la IPC “International Production Corporation”, para que la fábrica resultara más rentable se instaló también una vía férrea de 145 km de largo, 7 locomotoras y cerca de 70 vagones. En la misma época se crearon los puertos Guaraní y Sastre, los dos en Alto Paraguay. Esta empresa taninera pasó posteriormente a manos de una empresa argentina Invicta Limited en 1965, que se declaró en quiebra en menos de 2 años.
El Puerto Sastre y Puerto Guaraní se crearon en la misma época, el gobierno paraguayo ofrecía miles de hectáreas de tierra a empresas extranjeras, preferentemente europeas, debido al estado de miseria en que se hallaba la zona, pobreza que afectaba a las familias paraguayas. En 1958, el Dr. Artemio Ramón Bracho fundó la Cruzada Mundial de la Amistad.

## Clima
La temperatura en verano llega a los 44 °C y en invierno llega a 0 °C. La media es de 26 °C.

## Demografía
Puerto Pinasco cuenta con 9 241 habitantes, según datos oficiales del censo paraguayo de 2022.

## Economía
Los pobladores se dedican a la explotación agrícola - ganadera y forestal. Se destaca por la producción de tanino, la empresa que se dedicaba a la extracción se cerró en 1968, declarada en quiebra.

## Pinasqueños reconocidos
- Maneco Galeano (1945-1980): Músico y cantautor paraguayo.
- Blas Riquelme (1929-2012): Político paraguayo.
- Dr. Martín Chiola (-2010): Exministro y senador de la Nación.
- Dr. Juan Carlos Aquino Cuttier(1928-2012) médico cirujano. Profesor de Cirugía Facultad Medicina UNA
- Inocencio Pando Palacios ( Escritor Poeta, nacimiento 28/12/1963) Muy reconocido poeta en todo el mundo gracias a las redes sociales, más conocido como Hino Pando, es uno de los mejores poetas del momento. Está registrado en Dirección Nacional de Propiedad Intelectual DINAPI de Paraguay.